# Flytta på dej
"Flytta på dej" är debutsingeln av den svenska sångerskan Alina Devecerski, skriven tillsammans med producenten Christoffer Wikberg och utgiven som digital nedladdning den 20 april 2012 genom EMI Sweden. Låten innebar Devecerskis nationella genombrott och toppade den svenska singellistan i två veckor samt den norska singellistan i fyra veckor. Den 28 september 2012 hade låten uppnått svensk trippelplatina med 60 000 sålda exemplar.
"Flytta på dej" är en energifylld electropoplåt som Devecerski har beskrivit som "en uppgörelse mellan min Good Guy och min Bad Guy, en kollision mellan det positiva och det negativa som jag tror vi alla bär på inombords". Videon till låten är regisserad och producerad av Lucas Peña.
Singeln innehåller b-sidan "Jag svär", även den skriven av Devecerski och Wikberg. Båda låtarna finns med på Devecerskis debutalbum Maraton som släpptes den 19 november samma år.

## Låtlista
| 1. | Flytta på dej | 3:25 |
| 2. | Jag svär      | 2:52 |

| 1. | Flytta på dej (GoodWill & MGI Remix)                    | 5:04 |
| 2. | Flytta på dej (Peet Syntax & Alexie Divello Club Mix)   | 6:35 |
| 3. | Flytta på dej (Peet Syntax & Alexie Divello Radio Edit) | 3:35 |
| 4. | Flytta på dej (The Seized Remix)                        | 5:17 |
| 5. | Flytta på dej (Extended)                                | 4:44 |

## Listplaceringar
| Land    | Listor            | Topp- placering |
| ------- | ----------------- | --------------- |
| Danmark | Tracklisten       | 1               |
| Norge   | VG-lista          | 1               |
| Sverige | Sverigetopplistan | 1               |

## Medverkande
- Björn Engelmann – mastering
- Mattias Glavå – mixning
- Christoffer Wikberg – producent

Källa: